# Circo Nazionale dell'Ucraina
Il Circo Nazionale dell'Ucraina (in ucraino Національний цирк України?) è il principale circo stabile dell'intera Ucraina e si trova in piazza Halyc'ka a Kiev.

## Storia

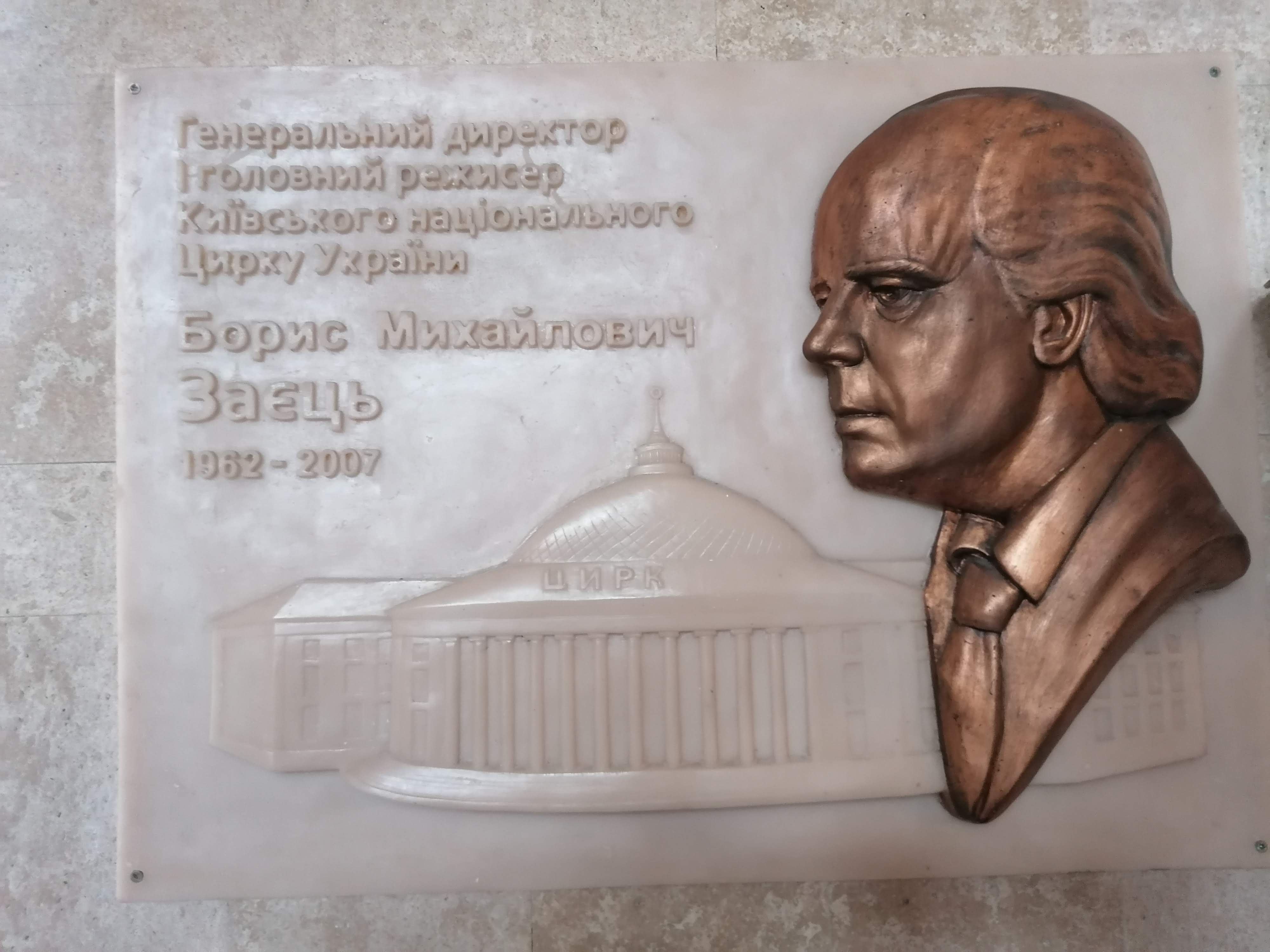
Targa commemorativa di Borys Mychajlovyč Zajec', direttore generale del Circo Nazionale dell'Ucraina

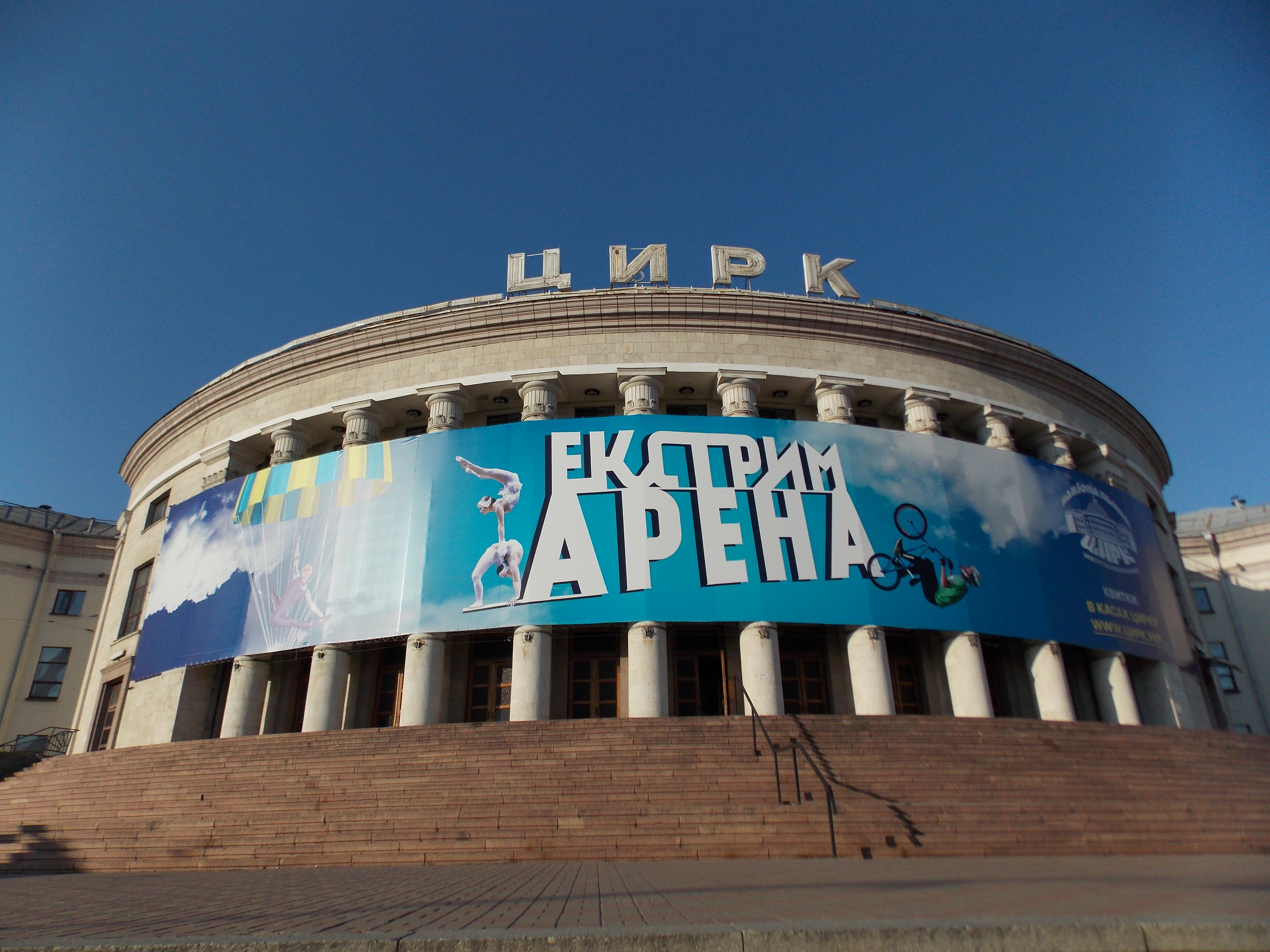
Immagine del circo con grande cartellone pubblicitario per uno spettacolo del 2016

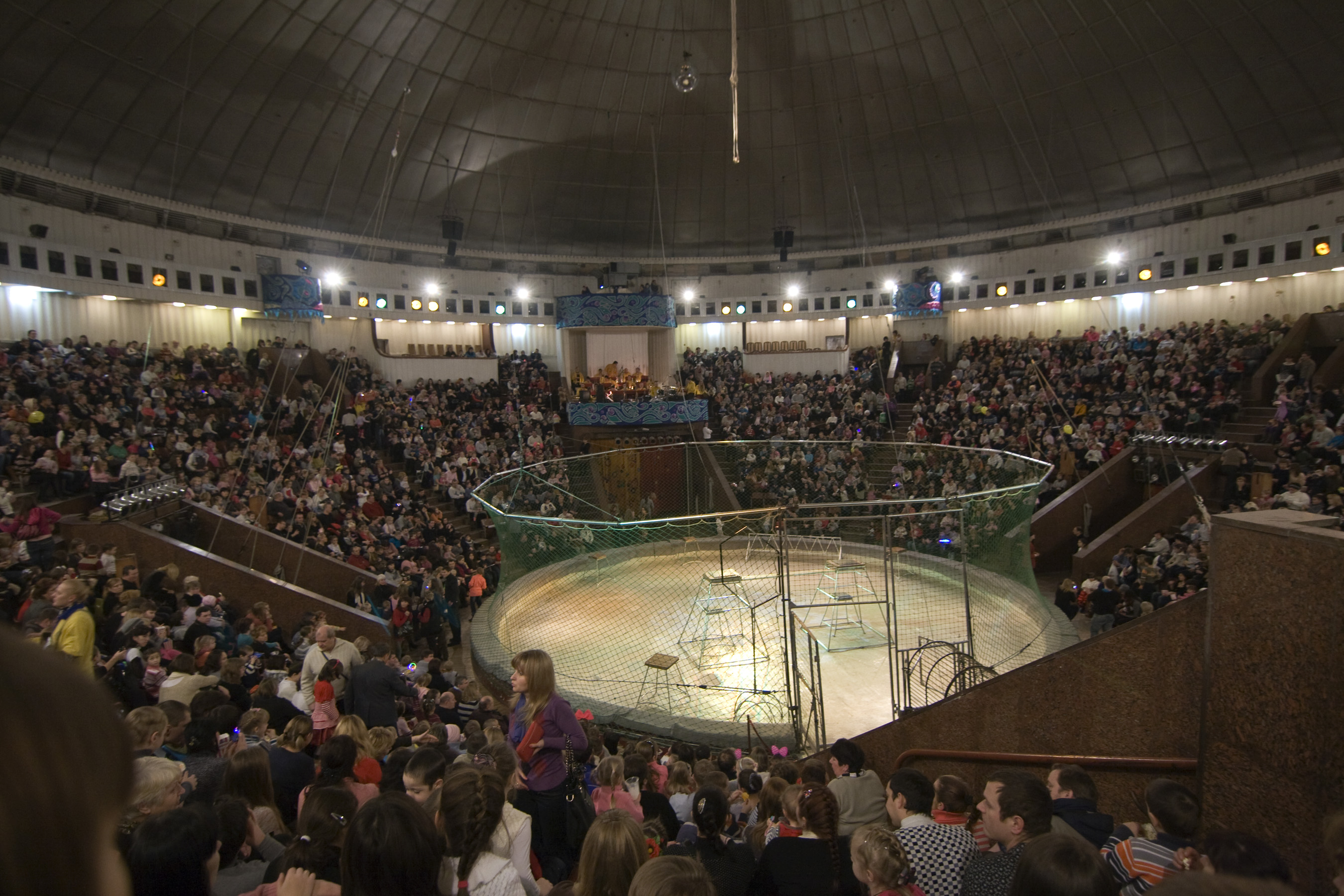
Pista all'interno del circo

Storicamente il primo circo in un edificio in muratura a Kiev fu costruito nel 1875 ma dopo un solo anno quello spazio divenne un teatro che in seguito assunse il nome di Teatro drammatico accademico nazionale di Lesya Ukrainka. Il secondo circo molto più moderno come concezione e il maggiore in Europa in quel periodo fu inaugurato nel 1903. Proponeva spettacoli con cavalli e altre attrazioni circensi. Nel 1941 venne distrutto e al suo posto venne costruito una sala cinematografica. Finalmente nel 1960 il governo della Repubblica Socialista Sovietica Ucraina decise di riorganizzare lo spettacolo circense e la nuova sede venne approvata in piazza della Vittoria. Nel 1998 Leonid Kučma, con suo decreto presidenziale, gli conferì lo status di Circo Nazionale, facendolo diventare in tal modo il principale nell'intero Paese.

## Descrizione
La monumentale struttura si trova in piazza Halyc'ka a Kiev e rispetta lo stile neoclassico con un grande portico curvilineo con colonne e la cupola centrale con cuspide. Attorno alla sua pista rotonda gli otto settori nei quali è suddiviso lo spazio per il pubblico possono ospitare sino a 2000 visitatori.

## Attività
Il circo crea programmi circensi curati e attrazioni originali, organizza viaggi in patria e all'estero per diffondere l'arte circense, opera scambi di spettacoli, produce materiali, decorazioni e attrezzature e permette l'esibizione di noti artisti nazionali e stranieri. Preserva gli aspetti tradizionali e propone spettacoli sperimentali. Ottiene riconoscimenti internazionali, ad esempio al Festival internazionale del circo di Monte Carlo.
Tra gli ultimi spettacoli organizzati molti sono per bambini e richiamano le antiche tradizioni ucraine.